# از آدلگارد
از آدلگارد (انگلیسی: Aske Adelgaard؛ زادهٔ ۱۰ نوامبر ۲۰۰۳) بازیکن فوتبال اهل دانمارک است که در پست مدافع چپ برای باشگاه ادنسه در سوپر لیگ فوتبال دانمارک بازی می‌کند.
وی همچنین در تیم‌های ملی فوتبال زیر ۲۰ سال دانمارک و زیر ۲۱ سال دانمارک بازی کرده‌است.